# Chris Mayne
Pour les articles homonymes, voir Mayne.
Chris Mayne, née le 12 janvier 1970 à Villemomble, est une chanteuse française.

## Biographie
Chris Mayne crée le groupe Native avec sa sœur Laura Mayne en 1991. En 1994, elles recevront une victoire de la musique. Le groupe s'arrêtera en 1999. Après cette séparation elle collabore avec différents artistes tels que le pianiste de jazz danois Niels Lan Doky.
Elle participe régulièrement au Rallye des Gazelles comme copilote.
En 2010, elle remporte le Rallye des Princesses en tant que copilote, aux côtés de Cindy Fabre.

## Carrière

### En duo avec sa sœur
De 1991 à 1999, Chris Mayne constitue le groupe Native avec sa sœur Laura Mayne. Elles se séparent en 1999 à la suite d'un différend artistique.
- 1993 : Native (avec, notamment, le titre Si la vie demande ça)
- 1995 : Nat(l)ive, mini-album de 6 chansons live
- 1997 : Couleurs de l'amour
- 2000 : Native the best (best of)

### Après Native
- En 2000 elle participe à l'émission Taratata pour un duo avec Dany Brillant.
- En 2002 Chris Mayne participe à l'album Thierry Gali chante Noël de Thierry Gali (25 000 albums vendus en 3 semaines) et assure une bonne partie des chœurs en compagnie de Ruth Bensimon et Jean-Louis Boidin, complices musiciens, arrangeurs et producteurs de Thierry Gali.
- En 2003, elle fonde avec Eric Filet dit Rycko (ancien membre du groupe Sweetness) le groupe West Isle qui sort son premier album Ailleurs en 2006[6].
- En 2005, elle interprète un titre avec le groupe Soulfinger Experience[7].
- En 2004, elle fonde avec Ruth Bensimon le groupe vocal a cappella Deux Voix. En 2008, elle sort un nouvel album De l'eau en duo avec Ruth Bensimon.